# Félix Bracquemond
Auguste Joseph (Félix) Bracquemond (født 28. maj 1833 i Paris, død 29. oktober 1914 sammesteds) var en fransk maler, tegner for kunsthåndværk, raderer og keramiker.
Bracquemond er bedst kendt gennem sine raderinger, hvor han med blændende teknisk færdighed har evnet at reproducere en række mestres mest forskelligartede maleriske stil. Her skal nævnes blade efter Holbein (Erasmus), Rubens (Turiner), Delacroix (Boissy d'Anglas), Corot, Millet, Rousseau, Meissonnier (La Rixe) og en betydelig række efter Gustave Moreau; endvidere har Bracquemond udført fremragende flerfarveraderinger.